# O Gato de Madame
O Gato de Madame é um filme brasileiro de 1956, do gênero comédia, co-escrito e dirigido por Agostinho Martins Pereira, estrelado por Amácio Mazzaropi. Foi filmado nos estúdios da Companhia Cinematográfica Vera Cruz, em São Bernardo do Campo.

## Elenco
- Amácio Mazzaropi: Arlindo Pinto
- Odete Lara: Ivone (madame)/Marquesa de Santos
- Carlos Cotrim: Cícero (amigo da madame)/Major (chefe da quadrilha)/D.Pedro I
- Lima Neto: D.Pedro II/homem passando na porta do museu
- Gilberto Chagas: bandido da quadrilha
- Roberto Duval: vice-chefe da quadrilha
- Leo de Avelar: bandido da quadrilha
- Cavagnolli Netto: bandido da quadrilha
- Ayres Campos: bandido da quadrilha
- Reynaldo Martini: líder da sessão espírita
- Henricão: presidiário negro
- Osmano Cardoso: professor de História no museu
- José Nuzzo: engraxate adolescente (amigo de Arlindo)
- Nena Vianna: mulher de Arlindo (nos créditos, Inaijá Vianna)
- Jorge Petrov
- José Mercaldi: vendedor turco (vende a boneca para Arlindo)
- Tito Livio Baccarin: bandido da quadrilha
- Joãozinho: Bem-Te-Vi (o gato da madame)
- Aída Mar: funcionária do Museu do Ipiranga que expulsa Arlindo do museu
- Armando Manzani
- Raquel Forner: moça do Concurso Miss Kenta
- Claudionor Lima

## Sinopse
Arlindo Pinto é um engraxate preguiçoso, casado e pai de uma filha pequena. A esposa é lavadeira e pede a ele que leve roupas a uma cliente num bairro rico de São Paulo. Ao voltar para a rua, Arlindo é seguido por um gato e acaba ficando com o animal. O gato é o mascote de uma rica dama, dona de uma fábrica de tecidos e que ofereceu uma recompensa de cem mil cruzeiros a quem lhe devolvesse o animal, que fugira de casa. Uma quadrilha de bandidos, chefiada por um misterioso líder mascarado, descobre sobre o gato e acaba raptando Arlindo. Ele foge dos bandidos, atrapalhando uma sessão espírita, invadindo o Museu do Ipiranga, onde sonha com os fantasmas de Dom Pedro I, Dom Pedro II e da Marquesa de Santos, e se torna convidado de honra em um desfile de misses.